# Qāf
Qāf (en arabe قَاف, qāf, ou simplement ق) est la 21e lettre de l'alphabet arabe.
Sa valeur numérique dans la numération Abjad est 100.
Qāf est le nom traditionnel de la cinquantième sourate du Coran.

## Utilisation
‹ ق › représente une consonne occlusive uvulaire sourde.